# مايك ميتشيل (لاعب كريكت)
مايك ميتشيل (بالإنجليزية: Richard Mitchell)‏ (22 يناير 1843 - 19 أبريل 1905) هو لاعب كريكت بريطاني (وحمل سابقاً جنسية المملكة المتحدة لبريطانيا العظمى وأيرلندا).